# Wasser- und Bodenverband
Wasser- und Bodenverbände sind in Deutschland Organisationen, die im öffentlichen Interesse und zum Nutzen ihrer Mitglieder Aufgaben der Wasser- und Bodenbewirtschaftung wahrnehmen; ihnen ähneln die in vielen Staaten existierenden Wasserverbände.
In Deutschland gibt es mehrere tausend Wasser- und Bodenverbände: Ihre Rechtsgrundlage haben sie im Wasserverbandsgesetz (WVG) des Bundes sowie den entsprechenden Ausführungsgesetzen der Bundesländer.

## Historische Wurzeln des Wasserverbandswesens
Historisch gehen die Wasser- und Bodenverbände auf die Deichverbände zurück, die heute eine bestimmte Unterart der Wasser- und Bodenverbände sind (siehe unten). Ein Beispiel dafür ist die Geschichte des Bremer Deichwesens. Die zweite Art von Verbänden, die sich herausbildete, waren die Sielachten bzw. Schleuseinigungen. Alle Arten von Verbänden waren anfangs private Genossenschaften, wurden dann aber später hoheitlich durchdrungen und schließlich ausdrücklich zu Körperschaften des öffentlichen Rechts. Die ersten Vorläufer der heutigen Verbände gab es bereits im ausgehenden Mittelalter, wohl auch schon um ca. 1200 n. Chr.
Die Verbandsgebiete der älteren, historischen Verbände gehen auf geschichtliche Entwicklungen zurück, beispielsweise auf die Gewinnung von Neuland, für dessen eingedeichtes Gebiet dann ein neuer Deich- und Sielverband gegründet wurde. Diese historisch gewachsenen Strukturen wurden durch hoheitliche Eingriffe zum Teil neu geordnet, etwa durch Neugliederung der Verbandsgebiete oder Fusionen bestehender Verbände. In Gebieten, in denen Wasser- und Bodenverbände überhaupt erst neu eingeführt wurden, gehen Verbands- und Gebietsstruktur vollständig auf hoheitliche Festsetzungen zurück. So wurden die in Mecklenburg-Vorpommern für die Gewässerunterhaltung zuständigen Verbände 1992 durch das Gesetz über die Bildung von Gewässerunterhaltungsverbänden gebildet.
Auch in Brandenburg gibt es ein entsprechendes Gesetz, das die Fläche der Verbände nach Gewässereinzugsgebieten einteilt und nur die Wasserflächen der Gewässer erster Ordnung von der Beitragspflicht ausnimmt.
Sachsen-Anhalt hat ein sehr ähnliches Gesetz, in Thüringen und Sachsen gibt es solche Gesetze und solche Verbände so gut wie nicht.

## Mitgliedschaft
Mitglieder sind Landwirte, Grundeigentümer im Verbandsgebiet, allgemein diejenigen, die von der Tätigkeit des Verbandes Vorteile haben („Nutznießer“) und an seinen Kosten beteiligt werden. In den Ländern Brandenburg, Sachsen-Anhalt, Thüringen und Mecklenburg-Vorpommern, teils auch noch in anderen Bundesländern, gibt es auch die sogenannte Gemeindemitgliedschaft, diese kann auch als Mischform von Gemeinde- und Individualmitgliedschaft (Einzelmitgliedschaft) angetroffen werden.

## Aufgaben und Verbandsnamen
Zulässige Aufgaben eines Wasser- und Bodenverbands können vorbehaltlich weitergehender landesrechtlicher Regelungen gemäß § 2 WVG sein:
- der Ausbau einschließlich naturnahem Rückbau und Unterhaltung von Gewässern,
- der Bau und Unterhaltung von Anlagen in und an Gewässern,
- die Herstellung und Unterhaltung von ländlichen Wegen und Straßen,
- die Herstellung, Beschaffung, Betrieb und Unterhaltung sowie Beseitigung von gemeinschaftlichen Anlagen zur Bewirtschaftung von landwirtschaftlichen Flächen,
- der Schutz von Grundstücken vor Sturmflut und Hochwasser einschließlich notwendiger Maßnahmen im Deichvorland,
- die Verbesserung landwirtschaftlicher sowie sonstiger Flächen einschließlich der Regelung des Bodenwasser- und Bodenlufthaushalts,
- die Herstellung, Beschaffung, Betrieb, Unterhaltung und Beseitigung von Beregnungsanlagen sowie von Anlagen zur Be- und Entwässerung,
- technische Maßnahmen zur Bewirtschaftung des Grundwassers und der oberirdischen Gewässer,
- die Abwasserbeseitigung,
- die Abfallentsorgung im Zusammenhang mit der Durchführung von Verbandsaufgaben,
- die Beschaffung und Bereitstellung von Wasser,
- die Herrichtung, Erhaltung und Pflege von Flächen, Anlagen und Gewässern zum Schutz des Naturhaushalts, des Bodens und für die Landschaftspflege,
- die Förderung der Zusammenarbeit zwischen Landwirtschaft und Wasserwirtschaft und Fortentwicklung von Gewässerschutz, Bodenschutz und Naturschutz,
- die Förderung und Überwachung der vorstehenden Aufgaben.

Gemäß § 3 WVG soll der Name eines Verbands seine Eigenschaft als Wasser- und Bodenverband, seine Hauptaufgabe und seinen räumlichen Wirkungsbereich erkennen lassen; die bei Inkrafttreten des Gesetzes über Wasser- und Bodenverbände geltenden Bezeichnungen der Verbände können aber beibehalten werden. Herausgebildet haben sich Bezeichnungen wie:
- Wasser- und Bodenverband
- Wasserverband
- Trinkwasserversorgungsverband
- Unterhaltungsverband
- Gewässerunterhaltungsverband
- Deichverband (auch Deichacht)
- Talsperrenverband
- Dränverband
- Sielverband (auch Sielacht)
- Entwässerungsverband
- Wasserbeschaffungsverband
- Abwasserverband
- Abwasserbehandlungsverband

sowie Kombinationen davon.

## Überschneidungen und Abgrenzungen
Es kann vorkommen, dass in einem Wasser- und Bodenverband andere Wasser- und Bodenverbände des Verbandsgebiets Mitglied sind. Es handelt sich dann regelmäßig um Ober- und Unterverbände. Dergestalt hierarchisch organisiert ist vor allem das Deich- und Entwässerungswesen. Ein Beispiel hierfür ist der Deich- und Hauptsielverband Dithmarschen, dem als Oberverband die dithmarscher Deich- und Sielverbände (sowie der Abwasserverband Dithmarschen) als Unterverbände angehören.
Auch kann es vorkommen, dass auf einem Gebiet verschiedene Wasser- und Bodenverbände mit verschiedenen Aufgaben tätig sind. So ist beispielsweise in der Krempermarsch einerseits der Deich- und Hauptsielverband Krempermarsch mit seinen Unterverbänden im Aufgabengebiet des Deich- und Entwässerungswesens tätig, und andererseits der Wasserverband Krempermarsch im Aufgabengebiet der Trinkwasserversorgung. Ein anderes Beispiel ist die Wilstermarsch, in der der Deich- und Hauptsielverband Wilstermarsch und seine Unterverbände auf dem Gebiet des Deich- und Entwässerungswesens tätig sind und zugleich der Wasserverband Unteres Störgebiet auf dem Gebiet der Trinkwasserver- und zum Teil auch der Abwasserentsorgung.
Wasser- und Bodenverbände sind zu unterscheiden von Zweckverbänden wie Wasser- und Abwasserzweckverbänden, die ähnliche Aufgaben wahrnehmen können.
Zweckverbände werden organisatorisch nach Ländergesetzen begründet, die Wasser- und Bodenverbände nach dem WVG, das Bundesrecht ist, allerdings auch nach speziellen Landesgesetzen, wie etwa den Gewässerunterhaltungsverbandsgründungsgesetzen in Brandenburg, Mecklenburg-Vorpommern und Sachsen-Anhalt.
Sind Wasser- und Bodenverbände auf dem Gebiet einer Kommune mit Aufgaben beschäftigt, die aufgrund Art. 28 Abs. 2 GG Pflichtaufgabe der Gebietskörperschaft (Kommune) sind (z. B. Trinkwasserversorgung bis zum Endverbraucher, Art. 57 Abs. 2 BayGO), dann ergeben sich daraus erhebliche Konfliktlagen. Da ein Wasser- und Bodenverband jedoch zuvorderst dem Wohl der Allgemeinheit verpflichtet ist (und erst in zweiter Linie dem Wohl seiner Mitglieder), kann ein Wasser- und Bodenverband jederzeit von der zuständigen Rechtsaufsichtsbehörde nach § 62 WVG (vor 1991: §177ff. 1. WVVO) aufgelöst werden, sofern dies aus Gründen des öffentlichen Interesses geboten ist (BayVGH, Urteil vom 20. Februar 1979, VGHE 32, 78ff.)

## Innere Organisation
An der Spitze jedes Verbands steht seit Inkrafttreten des Wasserverbandsgesetzes nicht mehr ein einzelner Vorsteher, sondern ein Vorstand, der bei Deichverbänden oft noch traditionell als Deichamt bezeichnet wird und dessen Repräsentanten oft als Verbandsvorsteher oder je nach Verbandsart traditionell als Deichrichter, Obersielrichter o. ä. bezeichnet werden.

## Aufsicht und Verbandsschau
Als selbstverwaltende Körperschaften des öffentlichen Rechts unterliegen die Verbände keiner Fachaufsicht, sondern nur einer Rechtsaufsicht.
Zur Feststellung des Zustands der von einem Verband zu betreuenden Anlagen, Gewässer und Grundstücke sind regelmäßig Verbandsschauen durchzuführen. An ihnen nehmen außer Beauftragten des Verbands auch die Aufsichtsbehörde und sonstige Beteiligte, insbesondere technische und landwirtschaftliche Fachbehörden, teil. Je nach Art wird die Schau beispielsweise als Deichschau oder als Stromschau/Gewässerschau bezeichnet.

## Beispiele (Auswahl)
- Wasser- und Bodenverband Hügelheimer Runs[4]
- Wasser- und Bodenverband Ryck-Ziese

## Kooperationen
Die Wasser- und Bodenverbände werden in einigen Bundesländern durch eigene Spitzenverbände vertreten, so zum Beispiel in Brandenburg durch den Landeswasserverbandstag Brandenburg e. V. (s. u.) oder in Niedersachsen durch den Wasserverbandstag, der auch die Länder Bremen und Sachsen-Anhalt umfasst. In NRW ist regional der Landesverband der Wasser- und Bodenverbände Westfalen-Lippe tätig. In Mecklenburg-Vorpommern ist der Landesverband der Wasser- und Bodenverbände mit Sitz in Rostock aktiv, Schleswig-Holstein hat einen solchen, sehr großen, Landesverband mit Sitz in Rendsburg. In Thüringen wurde 2020 der Landeswasserverbandstag Thüringen e. V. gegründet. Hessen, Hamburg und Rheinland-Pfalz haben ebenfalls Landesverbände. Auf allen Ebenen finden auch Erfahrungsaustausche, in Brandenburg; Schleswig-Holstein und Niedersachsen auch parlamentarische Abende statt. Auf Bundesebene vertritt die Interessen der Deutsche Bund für verbandliche Wasserwirtschaft e. V. (DBVW) mit Sitz in Potsdam und Hannover. Geschäftsführer dieses e. V. sind Godehard Hennies (Hannover), sowie die Rechtsanwälte Turgut Pencereci (Potsdam) und Matthias Rhode (Rendsburg), Präsident ist Franz-Xaver Kunert (Bad Dürrenberg). Der DBVW e. V. ist Mitglied der European Union of Watermanagement Associations (Den Haag).